# 沉重的翅膀
《沉重的翅膀》，是中国作家张洁的一部长篇小说。

## 故事梗概
《沉重的翅膀》讲述了中华人民共和国国务院某重工业部和所属的曙光汽车制造厂在1980年改革开放之后围绕工业经济体制改革所进行的一场复杂斗争的故事。

## 荣誉
此书曾荣获1985年第二届茅盾文学奖。2019年9月23日，《沉重的翅膀》入选“新中国70年70部长篇小说典藏”。

## 主要人物
- 郑子云，重工业部的高官。
- 夏竹筠，郑子云的妻子。
- 叶知秋，女记者。
- 田守城，重工业部部长。